# Palette à fard
Pour les articles homonymes, voir Palette.
La palette à fard est un artéfact archéologique, du milieu de la période prédynastique de l'Égypte antique, utilisé à l'origine pour broyer et appliquer des cosmétiques sur le visage ou sur le corps.
Les palettes décoratives de la fin du IVe millénaire semblent avoir perdu cette fonction et deviennent commémoratives, ornementales et peut-être cérémonielles.
Elles sont faites généralement dans des pierres comme l'ardoise ou le mudstone.
De nombreuses palettes sont trouvées à Hiérakonpolis, centre de pouvoir de la période prédynastique en Haute-Égypte.
Après l'unification du pays, les palettes cessent d'être déposées dans le mobilier funéraire des tombes.

## Palettes notables
- la palette de Narmer, (Musée égyptien du Caire), relatant l'unification de la Haute et de la Basse-Égypte par Narmer.

- la palette de Tehenou, (Musée égyptien du Caire), de provenance inconnue mais venant probablement d'Abydos.

- la palette des quatre chiens, (Musée du Louvre), représentant des chiens, des girafes et d'autres quadrupèdes.

- la palette du champ de bataille, (British Museum et Ashmolean Museum), montrant une scène de bataille où le roi, sous la forme d'un lion, terrasse un ennemi.

- la palette de la chasse, (British Museum et Musée du Louvre).

- la palette au taureau, (Musée du Louvre), montrant un taureau, représentant le roi, écrasant un adversaire.

- la palette à fard en forme de tortue Trionyx du Nil, (Musée des Beaux-Arts de Lyon).

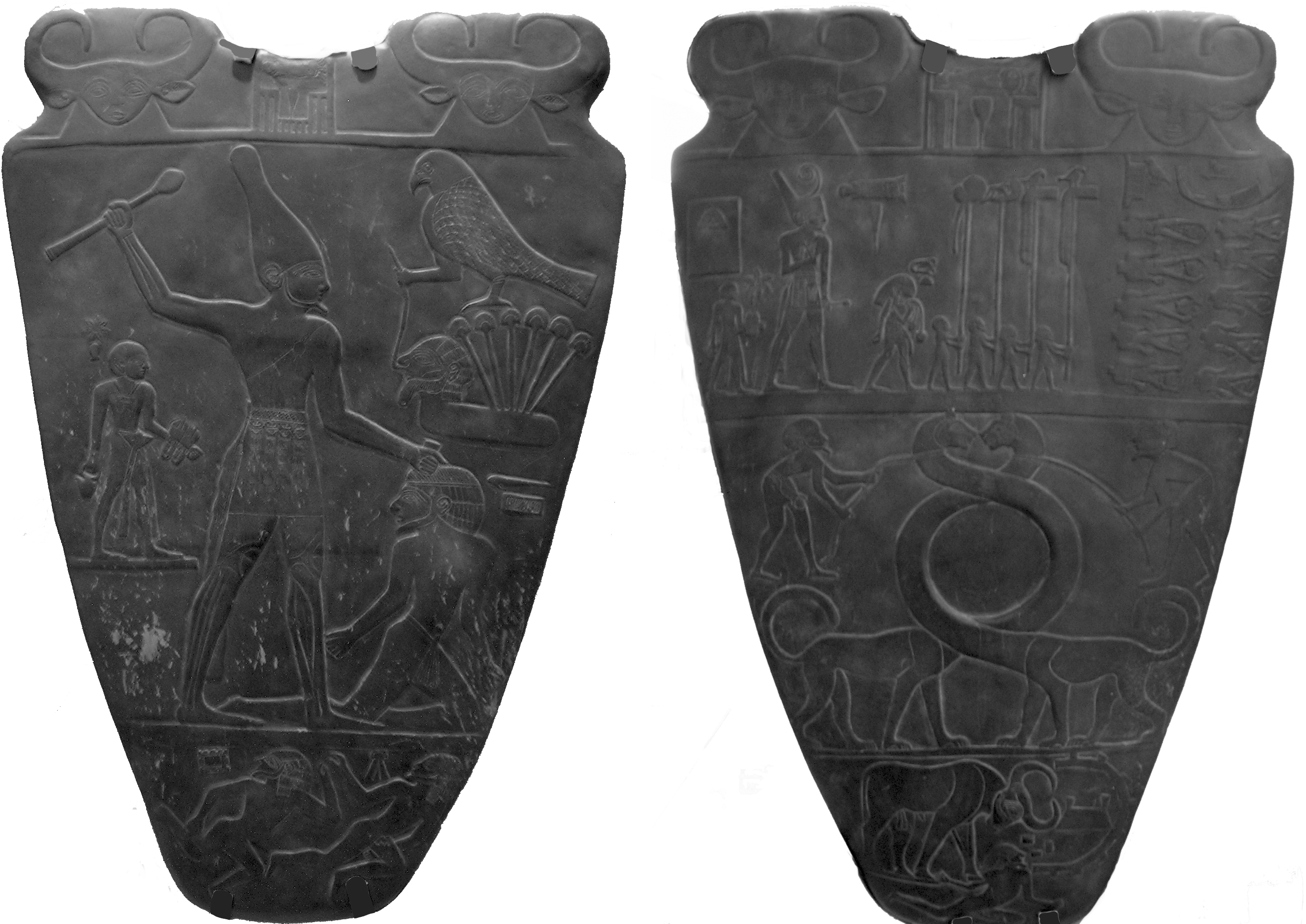
Palette de Narmer, Musée égyptien du Caire
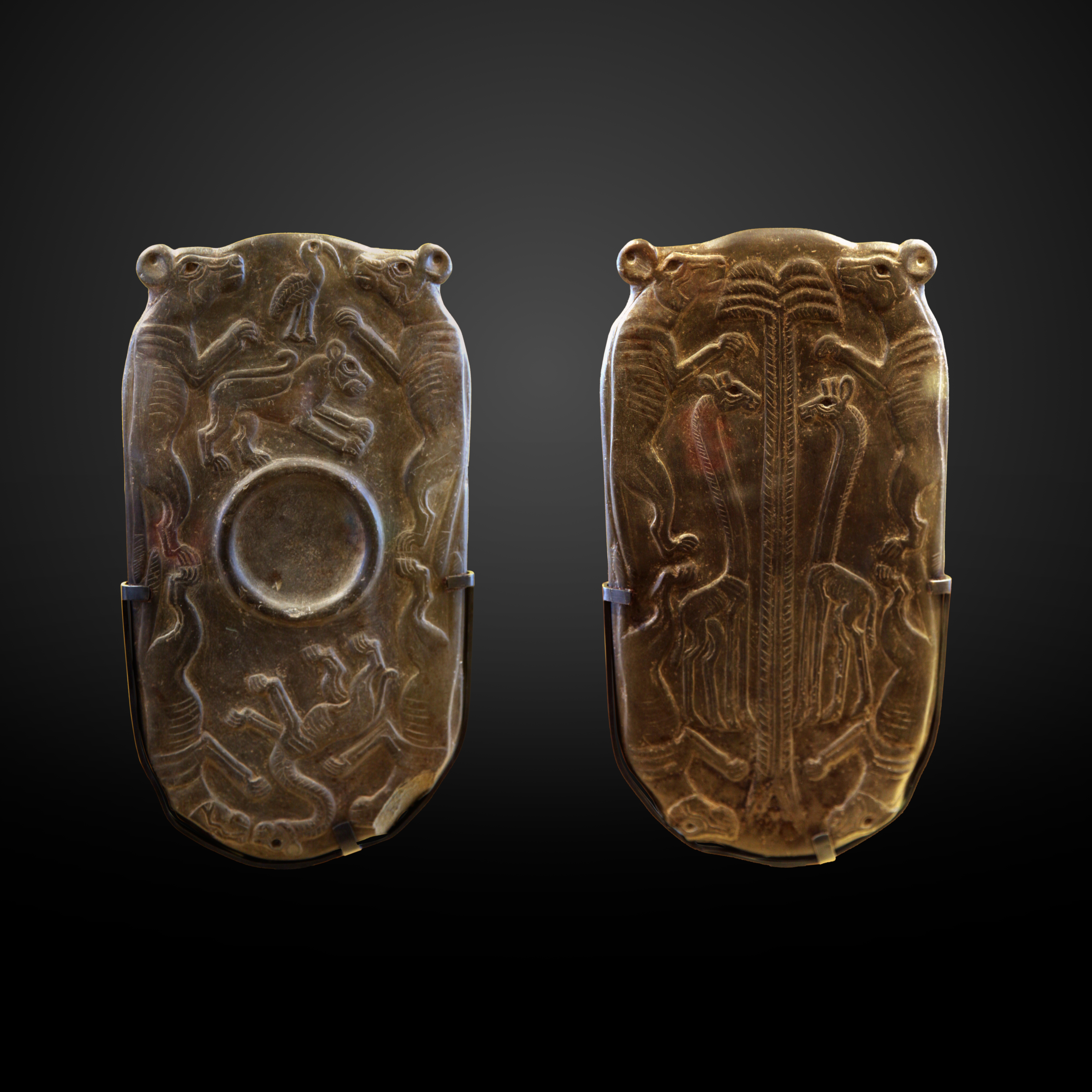
Palette des quatre chiens, Musée du Louvre
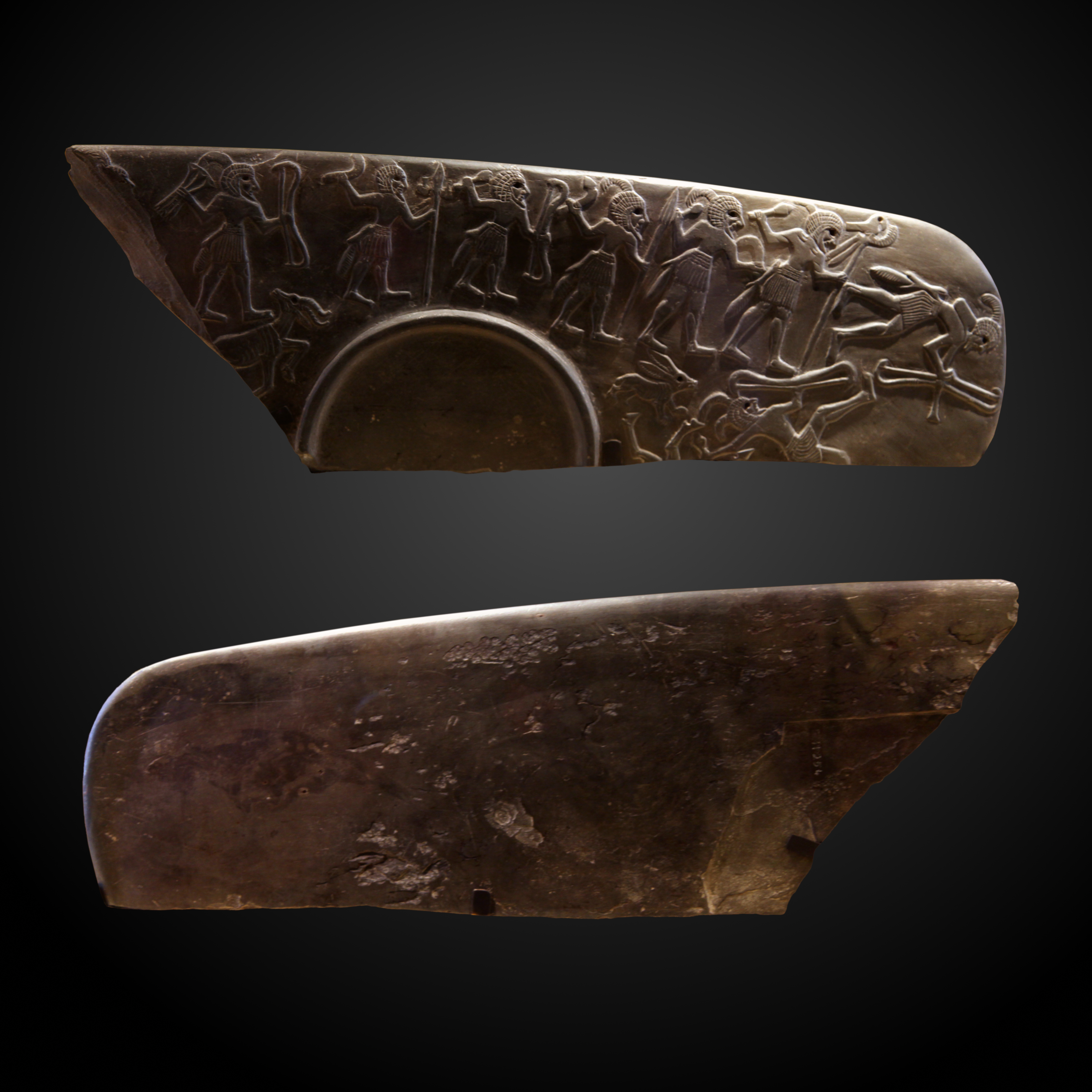
Palette de la chasse, Musée du Louvre

Même non décorées, les palettes ont souvent des formes agréables, comme les palettes zoomorphes qui peuvent avoir la forme de tortue ou plus souvent de poisson.
Les palettes en pierre du Proche-Orient  proviennent de Canaan, Bactriane, et Gandhara.

## Évolution
Les palettes à fard n'apparaissent pas directement sous la forme de palettes historiées comme la palette aux canidés. En effet, les premiers exemples de palettes à fard sont datés du Badarien, et elles seront l'élément le plus constant du mobilier funéraire prédynastique.
Au fil du temps, c'est la grauwacke, un schiste métapélite issu des gisements du Ouadi Hammamat, qui constituera la pierre de prédilection des palettes à fard. Quelle que soit leur forme et le type de leur décor, on note le soin apporté à leur taille, qui s'effectuait sans doute par des sculpteurs spécialisés.
- Les premières palettes tasiennes et badariennes sont les palettes rhomboïdales, parfois percées d'un trou. Elles sont placées à proximité du visage du mort.
- Les palettes scutiformes sont peut-être nées à l'armatien ou au gerzéen. En Nubie, à partir de la fin de l'armatien, elles peuvent porter des têtes d'oiseaux en partie supérieure. Ce type de palette se maintiendra jusqu'à la fin du protodynastique.
- Les palettes thériomorphes peuvent prendre l'apparence de bête à cornes, d'éléphant, d'hippopotame, de tortue, de poisson, d'oiseau, de lièvre, … Il n'existe qu'un seul exemple de palette anthropomorphe.
- Les palettes du type pelta, vaguement semi-circulaires, peuvent également être décorées de têtes d'oiseau à leurs extrémités.
- Les palettes rectangulaires concernent exclusivement les Tasiens et les Badariens. Leurs bords commencent à être ornés.
- Quant aux palettes magiques, elles constituent un type particulier de palettes, puisqu'elles peuvent prendre plusieurs formes. Leur taille réduite et l'absence de traces d'usage les différencient des autres. Elles pouvaient être suspendues au cou.
- Les palettes historiées, qui portent un décor beaucoup plus important, représentent la phase finale de l'évolution des palettes. Rares et toutes en schiste, elles présentent un décor organisé autour d'un godet central, délimité par un anneau en relief qui le sépare des motifs décoratifs. Elles mesurent jusqu'à un mètre de haut. Il est difficile de les classer chronologiquement les unes par rapport aux autres. Dès l'amratien et le gerzéen, le thème principal est celui de la chasse ou de la pêche. Ce n'est donc que progressivement qu'elles prennent en charge le discours idéologique royal. On y note également, au fur et à mesure de l'évolution du décor des palettes, un éloignement des formes orientales de monstres ailés ou à long cou.

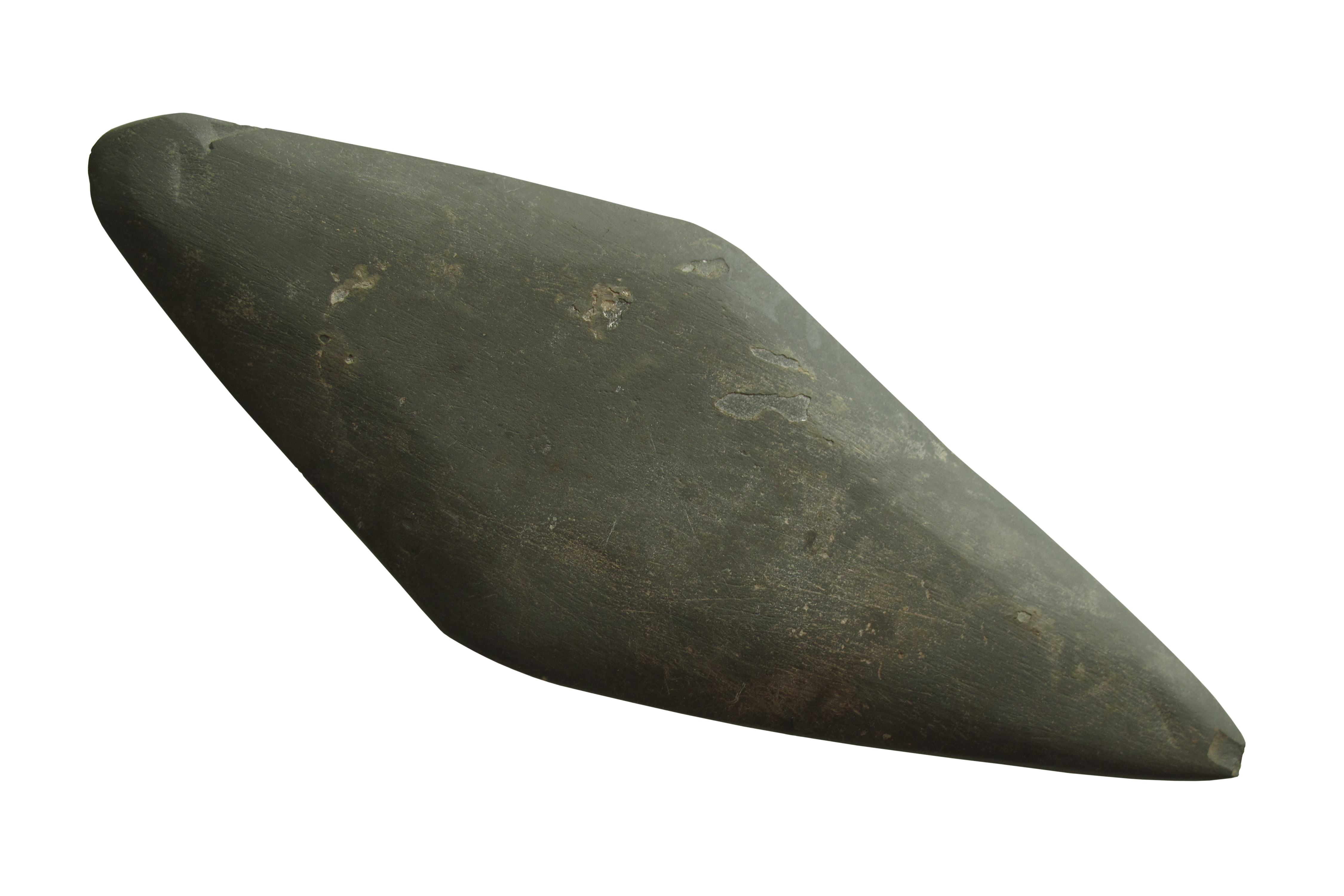
palette rhomboïdale
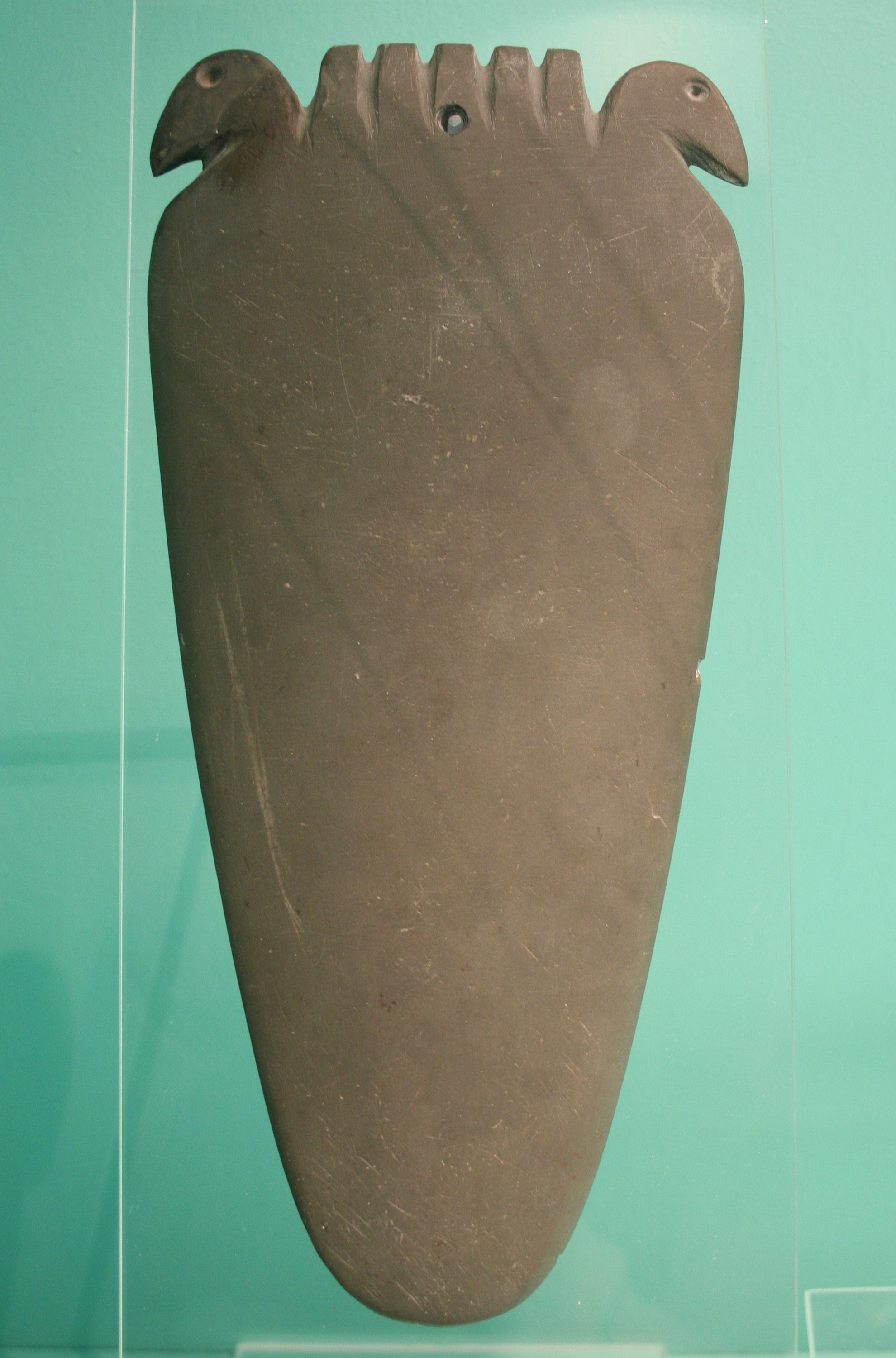
palette scutiforme
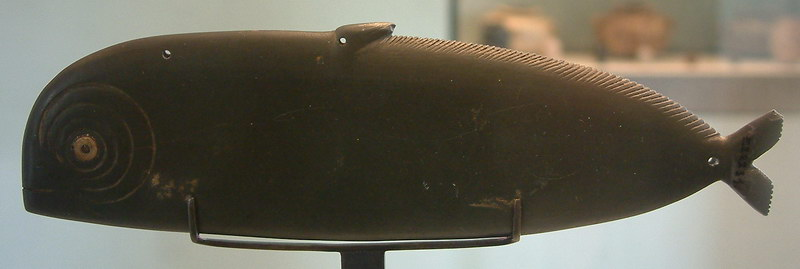
palette en forme de poisson, musée du Louvre
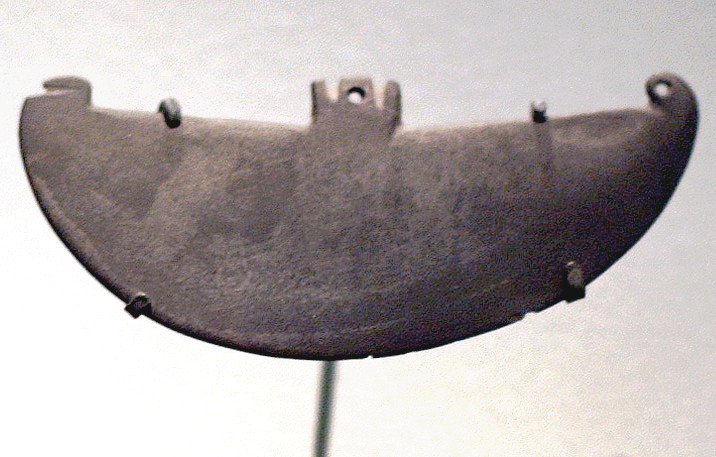
palette du type pelta, Brooklyn museum

Les palettes disparaissent brutalement du mobilier des tombes à l'époque archaïque, après la palette de Narmer.

## Fonction et signification
Les premières palettes à fard sont utilisées pour broyer les minéraux dont sont tirés les fards, l'ocre, la malachite pour le vert et la galène pour le noir. En effet, la protection de l’œil est un acte essentiel dans un pays désertique. Il n'y a pas seulement une volonté de se farder, mais une réelle nécessité de se protéger les yeux. On parle même de protection magique. Avec la présence du godet en position centrale sur les palettes historiées, on peut donc penser que c'est cet acte de broyer qui est mis en exergue.
Pourtant, le godet des palettes sculptées ne présente aucune trace de pigments qui aurait confirmé l'utilisation de la palette pour broyer les fards. On peut donc penser qu'il ne s'agit que de simples monuments d'apparat, commémorant par exemple une chasse fructueuse, comme pour la palette aux canidés, ou une guerre heureuse, comme pour la palette du Tribut libyen. Mais cette interprétation « historique » est contestée.
La position centrale du godet est le témoin, selon Georges A. Bénédite, de l'accomplissement de rites sacrés destinés à protéger ou à assurer le succès lors d'une expédition. Leur décor serait alors la représentation d'épisodes susceptibles de se produire ou, dans le cas de motifs exclusivement animaliers, d'animaux recherchés ou redoutés. Le godet accueillerait, quant à lui, l'offrande faite dans ce but.
De plus, si les premières palettes à fard sont déposées dans la tombe, à proximité des mains ou du visage du défunt, ce n'est plus le cas des palettes sculptées. En effet, c'est dans le Main Deposit du temple de Hiérakonpolis qu'ont été trouvées certaines de ces palettes, comme la palette de Narmer. Les autres pourraient donc également avoir été déposées, selon Jacques Vandier, dans un temple, en ex-voto ou en hommage à la divinité locale. La question d'un sens religieux ou cosmogonique se pose en tout cas.
Les palettes à fard seraient donc ainsi des objets à la fois utilitaires et magiques ou symboliques. « L'étude de leur contexte archéologique dévoile qu'ils sont identitaires et se rapportent à la peinture corporelle et à toute une symbolique complexe qui diffère en fonction de la couleur utilisée. La palette à fard évoluera jusqu'à devenir le support d'une iconographie en rapport étroit avec la propagande royale. »

## Sources
- (en) Cet article est partiellement ou en totalité issu de l’article de Wikipédia en anglais intitulé « Cosmetic palette » (voir la liste des auteurs).